# Чемпионат России по кёрлингу среди смешанных команд 2012
Чемпионат России по кёрлингу среди смешанных команд 2012 (Чемпионат России по кёрлингу в дисциплине микст 2012) проводился с 9 по 13 мая 2012 года в городе Дмитров на арене Центр фигурного катания и кёрлинга МУ СК «Дмитров». Турнир проводился в ?-й раз.
В турнире приняло участие 16 команд из Москвы (7 команд), Санкт-Петербурга (4 команды), Московской области (Дмитров) (3 команды), Ленинградской области (1 команда), Калининграда (1 команда).
Победитель чемпионата получал право выступать как сборная России на чемпионате Европы 2012, который состоялся в сентябре—октябре 2012 в городе Эрзурум (Турция).
Чемпионами России стала команда «СДЮСШОР Москвич-2». Серебряные медали завоевала команда «Москва-1». Третье место заняла команда «Московская область-1».

## Формат соревнований
В чемпионате 2012 формат розыгрыша был изменён по сравнению с предыдущим чемпионатом. Команды по результатам чемпионата России 2011 года были разделены на две группы — «Высшая лига группа А» и «Высшая лига группа Б». По результатам матчей командам начисляются очки: за победу — 3 очка, за поражение — 1 очко, за техническое поражение (например, за неявку на игру) — 0 очков.
1. В Высшую лигу группу А включены 8 лучших команд. Они играют друг с другом по круговой системе в один круг. Команда с наилучшим результатом получает звание чемпиона России. Команды, занявшие 7-е и 8-е места, на следующем чемпионате принимают участие в турнире Высшей лиги группы Б.
2. В Высшую лигу группу Б включены 8 команд, занявших по результатам чемпионата России 2011 года места с 9-го по 16-е. Они играют друг с другом по круговой системе в один круг. Две лучшие команды на следующем чемпионате принимают участие в турнире Высшей лиги группы А.

Команда из Челябинска, завоевавшая на чемпионате России 2011 года право выступать в Высшей лиге группе А, отказалась от участия в этом чемпионате; в результате было принято решение включить в турнир Высшей лиги группы А команду из Москвы «Москвич-2» (скип Артур Али).

## Команды
|          | Команда                           | Четвёртый (скип)     | Третий              | Второй                  | Первый             | Запасной                                |
| -------- | --------------------------------- | -------------------- | ------------------- | ----------------------- | ------------------ | --------------------------------------- |
| Группа A |                                   |                      |                     |                         |                    |                                         |
| А1       | СДЮСШОР Москвич-2                 | Роман Кутузов        | Кира Езех           | Вадим Раев              | Екатерина Галкина  | Сергей Манулычев, Татьяна Макеева       |
| А2       | Москвич-1                         | Александр Козырев    | Виктория Макаршина  | Евгений Архипов         | Анна Лобова        | Александр Челышев, Ольга Лаврова        |
| А3       | Москвич-2                         | Артур Али            | Алина Биктимирова   | Тимур Гаджиханов        | Надежда Лепезина   |                                         |
| А4       | Московская область-1              | Михаил Васьков       | Анастасия Москалёва | Александр Коршунов      | Марина Веренич     |                                         |
| А5       | Санкт-Петербург-2                 | Яна Некрасова        | Алексей Камнев      | Виктория Моисеева       | Александр Орлов    | Мария Дуюнова                           |
| А6       | СДЮСШОР Москвич-1                 | Людмила Прививкова   | Вадим Школьников    | Екатерина Антонова      | Александр Кириков  | Римма Шеяфетдинова                      |
| А7       | Москва-1                          | Маргарита Фомина     | Алексей Стукальский | Александра Саитова      | Антон Калалб       | Владимир Собакин, Татьяна Макеева       |
| А8       | Санкт-Петербург-1                 | Алексей Целоусов     | Алина Ковалёва      | Пётр Дрон               | Ульяна Васильева   | Елена Ефимова                           |
| Группа Б |                                   |                      |                     |                         |                    |                                         |
| Б1       | Москва-2                          | Евгений Тавыриков    | Екатерина Кузьмина  | Александр Кузьмин       | Валерия Шелкова    |                                         |
| Б2       | СДЮСШОР Москвич-3                 | Анастасия Прокофьева | Сергей Андрианов    | Валерия Склеренко       | Лев Пузаков        |                                         |
| Б3       | ЦСП Ижора (Ленинградская область) | Матвей Вакин         | Анжелика Тимофеева  | Сергей Эверт            | Антонина Сорокина  | Наталья Цыбакова, Валерий Печерский     |
| Б4       | Санкт-Петербург-4                 | Мария Рустамова      | Пантелеймон Лаппо   | Ирина Фёдорова          | Иван Александров   |                                         |
| Б5       | Альбатрос (Калининград)           | Ольга Жаркова        | Виталий Карпинский  | Юлия Портунова          | Леонид Ривкинд     | Юлия Гузиёва                            |
| Б6       | Московская область-3              | Дмитрий Антипов      | Дарья Стёксова      | Алексей Тузов           | Елена Солодкая     |                                         |
| Б7       | Санкт-Петербург-3                 | Дмитрий Старцев      | Оксана Гертова      | Александр Крушельницкий | Олеся Глущенко     | Владислав Гончаренко, Олеся Колесникова |
| Б8       | Московская область-2              | Василий Тележкин     | Дарья Морозова      | Павел Мишин             | Ольга Котельникова | Александр Ерёмин                        |

## Результаты соревнований
Время начала матчей указано по московскому времени (UTC+3).

### Групповой этап

#### Группа А
| Место | Команда              | 1    | 2   | 3    | 4    | 5   | 6   | 7    | 8    | В | П | О  | Т     |
| ----- | -------------------- | ---- | --- | ---- | ---- | --- | --- | ---- | ---- | - | - | -- | ----- |
| 1     | СДЮСШОР Москвич-2    | *    | 7:5 | 8:4  | 9:4  | 5:4 | 9:6 | 6:4  | 10:5 | 7 | 0 | 21 | 449,5 |
| 2     | Москва-1             | 5:7  | *   | 6:4  | 5:1  | 7:6 | 5:4 | 4:3  | 6:2  | 6 | 1 | 19 | 233,9 |
| 3     | Московская область-1 | 4:8  | 4:6 | *    | 6:5  | 4:7 | 4:3 | 8:6  | 11:3 | 4 | 3 | 15 | 413,3 |
| 4     | СДЮСШОР Москвич-1    | 4:9  | 1:5 | 5:6  | *    | 8:3 | 5:1 | 4:12 | 8:5  | 3 | 4 | 13 | 323,0 |
| 5     | Москвич-1            | 4:5  | 6:7 | 7:4  | 3:8  | *   | 7:4 | 3:9  | 6:4  | 3 | 4 | 13 | 408,7 |
| 6     | Санкт-Петербург-2    | 6:9  | 4:5 | 3:4  | 1:5  | 4:7 | *   | 5:2  | 5:4  | 2 | 5 | 11 | 657,2 |
| 7     | Санкт-Петербург-1    | 4:6  | 3:4 | 6:8  | 12:4 | 9:3 | 2:5 | *    | 2:7  | 2 | 5 | 11 | 672,3 |
| 8     | Москвич-2            | 5:10 | 2:6 | 3:11 | 5:8  | 4:6 | 4:5 | 7:2  | *    | 1 | 6 | 9  | 285,8 |

     В чемпионате 2013 переходят в группу Б.

#### Группа Б
| Место | Команда                 | 1    | 2   | 3   | 4    | 5    | 6    | 7   | 8    | В | П | О  | Т |
| ----- | ----------------------- | ---- | --- | --- | ---- | ---- | ---- | --- | ---- | - | - | -- | - |
| 1     | Москва-2                | *    | 8:4 | 7:5 | 8:7  | 2:5  | 10:9 | 6:3 | 6:2  | 6 | 1 | 19 |   |
| 2     | Санкт-Петербург-3       | 4:8  | *   | 7:4 | 8:4  | 6:5  | 5:3  | 7:1 | 7:6  | 5 | 2 | 17 |   |
| 3     | Московская область-2    | 5:7  | 4:7 | *   | 8:5  | 8:3  | 8:5  | 5:4 | 5:8  | 4 | 3 | 15 |   |
| 4     | Альбатрос (Калининград) | 7:8  | 4:8 | 5:8 | *    | 10:2 | 9:8  | 9:3 | 8:1  | 4 | 3 | 15 |   |
| 5     | Санкт-Петербург-4       | 5:2  | 5:6 | 3:8 | 2:10 | *    | 6:5  | 3:7 | 10:4 | 4 | 3 | 15 |   |
| 6     | СДЮСШОР Москвич-3       | 9:10 | 3:5 | 5:8 | 8:9  | 5:6  | *    | 9:5 | 9:5  | 2 | 5 | 11 |   |
| 7     | ЦСП Ижора               | 3:6  | 1:7 | 4:5 | 3:9  | 7:3  | 5:9  | *   | 6:5  | 2 | 5 | 11 |   |
| 8     | Московская область-3    | 2:6  | 6:7 | 8:5 | 1:8  | 4:10 | 5:9  | 5:6 | *    | 1 | 6 | 9  |   |

     В чемпионате 2013 переходят в группу А.

### Итоговая классификация
| М  | Команда                           | И | В | П |
| -- | --------------------------------- | - | - | - |
| 1  | СДЮСШОР Москвич-2                 | 7 | 7 | 0 |
| 2  | Москва-1                          | 7 | 6 | 1 |
| 3  | Московская область-1              | 7 | 4 | 3 |
| 4  | СДЮСШОР Москвич-1                 | 7 | 3 | 4 |
| 5  | Москвич-1                         | 7 | 3 | 4 |
| 6  | Санкт-Петербург-2                 | 7 | 2 | 5 |
| 7  | Москва-2                          | 7 | 6 | 1 |
| 8  | Санкт-Петербург-3                 | 7 | 5 | 2 |
| 9  | Санкт-Петербург-1                 | 7 | 2 | 5 |
| 10 | Москвич-2                         | 7 | 1 | 6 |
| 11 | Московская область-2              | 7 | 4 | 3 |
| 12 | Альбатрос (Калининград)           | 7 | 4 | 3 |
| 13 | Санкт-Петербург-4                 | 7 | 4 | 3 |
| 14 | СДЮСШОР Москвич-3                 | 7 | 2 | 5 |
| 15 | ЦСП Ижора (Ленинградская область) | 7 | 2 | 5 |
| 16 | Московская область-3              | 7 | 1 | 6 |